# ルノー・フルタイム
ルノー・フルタイム(Reanult Fulltime)とは、ベネリからOEM供給を受けてルノー・スポールが発売していた軽二輪スクータータイプのオートバイである。

## 概要
フルタイムは2002年に発売されたオートバイである。ベネリとOEM提携を結んだルノーから発売されていた4車種の一つ。販売管理はルノー・スポールが行っていた。2003年にルノーがスクーターから撤退するまで開発され続け、125、150が発売された。

## モデル一覧

### フルタイム125
1999年に行われたミラノショーにおいて発表されたスクーター。ルーフがついており全天候型のコミューターとして発売された。日本でも発売された。

### フルタイム150
1999年にミラノショーで発表されたスクーター。全天候型コミューターでフルタイム125より速度域が速くなっている。日本未発売。

## その他のOEM
- ルノー・クラノス
- ルノー・キャンパス
- ルノー・スペシメン